# 호기심 많은 조지 (영화)
《호기심 많은 조지》(영어: Curious George)는 2006년 개봉된 미국의 애니메이션 영화이다.
속편 《호기심 많은 조지 2》(2009)로 이어진다.

## 줄거리
뉴욕 블룸즈베리 박물관에서 일하는 가이드 테드는 박물관이 적자로 문을 닫게 됐다는 소식을 접한다. 박물관장 블룸즈베리 씨의 아들 주니어는 박물관을 허물고 그 자리에 유료 주차장을 세울 계획이다.
직장과 박물관을 지키기 위해 테드는 신규 방문객을 끌어모을 가능성을 품은 40 피트 크기 고대 석상을 찾아내기로 결심하고, 화물선에 올라 아프리카 밀림으로 향한다. 그러나 정작 찾아낸 석상은 3 인치에 불과했고, 우연히 마주친 한 고아 원숭이가 몰래 그를 따라 화물선에 올라타 함께 뉴욕에 오게 된다.
조지 워싱턴의 이름을 따서 조지라고 불리게 되는 이 호기심 많은 원숭이는 테드의 집까지 찾아온다. 조지는 아파토사우루스 화석을 무너뜨리는 등 갖은 사고를 치며 테드를 정신없게 하지만 연이은 사건들은 뜻밖의 결과로 이어진다.

## 목소리 출연
- 프랭크 웰커 - 조지 역
- 윌 페럴 - 테드 역
- 드루 배리모어 - 매기 던롭 역
- 딕 밴다이크 - 블룸즈베리 씨 역
- 데이비드 크로스 - 주니어 역
- 유진 레비 - 클로비스 역
- 에드 오로스 - 아이번 역
- 조앤 플로라이트 - 플러시보텀 씨 역